# Halowe Mistrzostwa Świata w Lekkoatletyce 2004 – bieg na 200 m kobiet
Bieg na 200 m kobiet – jedna z konkurencji rozgrywanych podczas halowych mistrzostw świata w lekkoatletyce w 2004. Eliminacje i półfinały odbyły się 6 marca, a finał został rozegrany 7 marca.
Do eliminacji zgłoszonych zostało 16 zawodniczek z 13 państw.
Zawody w tej konkurencji wygrała reprezentantka Białorusi Natalla Safronnikawa. Drugą pozycję zajęła zawodniczka z Rosji Swietłana Gonczarienko, trzecią zaś reprezentująca Austrię Karin Mayr-Krifka.
Sprinterkom Crystal Cox oraz Anastasiji Kapaczinskiej anulowano wyniki po tym, jak udowodniono u nich stosowanie dopingu (Kapaczinska straciła również złoty medal wywalczony w tej konkurencji).

## Wyniki

### Eliminacje
Źródło: 
Bieg 1
| Miejsce | Zawodniczka            | Państwo  | Wynik | Uwagi |
| ------- | ---------------------- | -------- | ----- | ----- |
| 1.      | Natalija Pyhyda        | Ukraina  | 23,39 |       |
| 2.      | Ciara Sheehy           | Irlandia | 23,86 |       |
| 3.      | Gretta Taslakian       | Liban    | 25,80 | NR    |
| –       | Anastasija Kapaczinska | Rosja    | 23,10 |       |

Bieg 2
| Miejsce | Zawodniczka            | Państwo           | Wynik | Uwagi |
| ------- | ---------------------- | ----------------- | ----- | ----- |
| 1.      | Swietłana Gonczarienko | Rosja             | 23,08 | SB    |
| 2.      | Nikolett Listár        | Węgry             | 23,71 | PB    |
| 3.      | Johanna Manninen       | Finlandia         | 23,79 |       |
| –       | Crystal Cox            | Stany Zjednoczone | 23,23 |       |

Bieg 3
| Miejsce | Zawodniczka          | Państwo           | Wynik | Uwagi |
| ------- | -------------------- | ----------------- | ----- | ----- |
| 1.      | Karin Mayr-Krifka    | Austria           | 23,38 |       |
| 2.      | Juliet Campbell      | Jamajka           | 23,51 |       |
| 3.      | Rachelle Boone-Smith | Stany Zjednoczone | 23,59 |       |
| 4.      | Yulia Novita Novita  | Indonezja         | 26,69 | NR    |

Bieg 4
| Miejsce | Zawodniczka          | Państwo  | Wynik | Uwagi |
| ------- | -------------------- | -------- | ----- | ----- |
| 1.      | Natalla Safronnikawa | Białoruś | 23,03 | SB    |
| 2.      | Maryna Majdanowa     | Ukraina  | 23,34 |       |
| 3.      | Alenka Bikar         | Słowenia | 23,36 | SB    |
| –       | Vida Anim            | Ghana    | DNS   |       |

### Półfinały
Źródło: 
Bieg 1
| Miejsce | Zawodniczka            | Państwo           | Wynik | Uwagi |
| ------- | ---------------------- | ----------------- | ----- | ----- |
| 1.      | Karin Mayr-Krifka      | Austria           | 23,11 |       |
| 2.      | Swietłana Gonczarienko | Rosja             | 23,13 |       |
| 3.      | Maryna Majdanowa       | Ukraina           | 23,47 |       |
| 4.      | Rachelle Boone-Smith   | Stany Zjednoczone | 23,53 |       |
| –       | Juliet Campbell        | Jamajka           | DNS   |       |

Bieg 2
| Miejsce | Zawodniczka            | Państwo           | Wynik | Uwagi |
| ------- | ---------------------- | ----------------- | ----- | ----- |
| 1.      | Natalla Safronnikawa   | Białoruś          | 22,96 | SB    |
| 2.      | Natalija Pyhyda        | Ukraina           | 23,46 |       |
| 3.      | Alenka Bikar           | Słowenia          | 23,46 |       |
| –       | Anastasija Kapaczinska | Rosja             | 22,86 |       |
| –       | Crystal Cox            | Stany Zjednoczone | 23,55 |       |

### Finał
Źródło: 
| Miejsce | Zawodniczka            | Państwo  | Wynik | Uwagi |
| ------- | ---------------------- | -------- | ----- | ----- |
| 01 !    | Natalla Safronnikawa   | Białoruś | 23,13 |       |
| 02 !    | Swietłana Gonczarienko | Rosja    | 23,15 |       |
| 03 !    | Karin Mayr-Krifka      | Austria  | 23,18 |       |
| 4.      | Maryna Majdanowa       | Ukraina  | 23,64 |       |
| 5.      | Natalija Pyhyda        | Ukraina  | 23,80 |       |
| –       | Anastasija Kapaczinska | Rosja    | 22,78 |       |